# 汞中毒
汞中毒（英語： Mercury poisoning），又稱為水銀中毒，係指因暴露汞（水銀）而導致的一種金屬中毒。症狀依類型、劑量、方法及暴露時間長短而有所不同，可能的症狀有肌肉無力、協調性變差、手腳麻痹、皮膚起疹子、焦慮、出現記憶問題、看、聽跟說都變得困難等。目前已知暴露於高濃度甲基汞之中會導致水俁病，兒童暴露於汞之中會導致粉紅症，意即皮膚會變得蒼白且粉紅。可能會有的長期併發症則有腎功能衰竭及智力下降。長期暴露於低劑量的汞之中，會有何影響尚不明朗。
汞可能會以金屬、蒸氣、汞鹽，或有機化合物的型態接觸到人體。大部分病例是肇因於吃了汞污染的魚、補牙時接觸到銀汞，或是在工作場合中暴露於汞之中。以魚來說，位居食物鏈中越高者往往體內的汞含量也就越高。使用汞來自殺則較為少見。人類活動中，會將汞釋放到環境之中的有燒煤和淘金。接受血液檢查、尿液分析與毛髮檢驗可以驗出是否含汞，但無法準確測出人體內汞含量。
預防方法有採取低汞飲食、將藥物和其他裝置中的汞剔除、安排汞合宜的丟棄方式、不再開採汞，因服用無機汞鹽而急性中毒的患者如果在中毒幾小時內使用螯合物配合二巰基丁二酸（簡稱 DMSA）或2,3-二巰基丙磺酸（簡稱 DMPS）有助於增進療效；但螯合物對長期暴露的患者並無顯著幫助。在有些以漁業為生的社區中，孩童汞中毒機率高達 1.7%。

## 外部連結
- 中的“Hazardous Substances: Mercury”
- 中的“Toxic Substances: Mercury”
- 安心吃魚／選小魚多樣化/聯合新聞網 （页面存档备份，存于）